# 한엄지
한엄지(1998년 11월 10일 ~ )는 대한민국의 농구 선수이다. 한국여자프로농구(WKBL) 아산 우리은행 우리WON 소속으로, 포지션은 파워 포워드이다.

## 경력

### 신한은행 시절
2016년 10월에 열린 WKBL 신입선수 선발회에서 1라운드 전체 5순위로 인천 신한은행 에스버드에 지명되었다.

### BNK썸 시절
2021-22 시즌 종료 후 FA를 얻어 부산 BNK 썸에 1억 8천만원에 4년 계약하게 되었다.

### 우리은행
2024년 4월 24일 또치 박혜진의 FA 보상으로 지목되어 우리은행으로 이적하게 되었다.

## 수상
- 2018-19: 6라운드 MIP

## 기록
| 시즌    | 팀                     | G  | MPG   | 2P%  | 3P%  | FT%   | RPG  | APG  | SPG  | BPG  | PPG  |
| ------- | ---------------------- | -- | ----- | ---- | ---- | ----- | ---- | ---- | ---- | ---- | ---- |
| 2017-18 | 인천 신한은행 에스버드 | 8  | 6:24  | 31.3 | 0.0  | 100.0 | 1.75 | 0.0  | 0.13 | 0.25 | 1.38 |
| 2018-19 | 인천 신한은행 에스버드 | 34 | 18:28 | 53.6 | 14.8 | 87.5  | 3.50 | 0.91 | 0.24 | 0.06 | 5.53 |